# Artemisia spiciformis
Artemisia spiciformis là một loài thực vật có hoa trong họ Cúc. Loài này được Osterh. mô tả khoa học đầu tiên năm 1900.